# Yossi Sarid
Yossi Sarid (en hebreu: יוסי שריד‎; Rejovot, 24 d'octubre de 1940-4 de desembre de 2015) va ser un polític i periodista israelià. Sarid va ser membre del partit Meretz en el Knéset.
Sarid comptava amb estudis de mestratge en ciències polítiques per La Nova Escola de Nova York. Dominava l'anglès, a més; escrivia pel Haaretz.